# Druhy vojsk
Na druhy vojsk či druhy sil se ve vojenské terminologii dělí složky ozbrojených sil či armád podle jejich předpokládaného způsobu nasazení.

## Druhy sil
Druhy sil obvykle představují síly pozemní (pozemní vojsko), vzdušné (letectvo) a námořní (válečné loďstvo), ale v závislosti na daném státu mohou být členěny na více složek. Například ozbrojené síly Spojených států amerických se dělí na šest druhů sil: armádu, námořní pěchotu, námořnictvo, letectvo, pobřežní stráž a vesmírné síly.

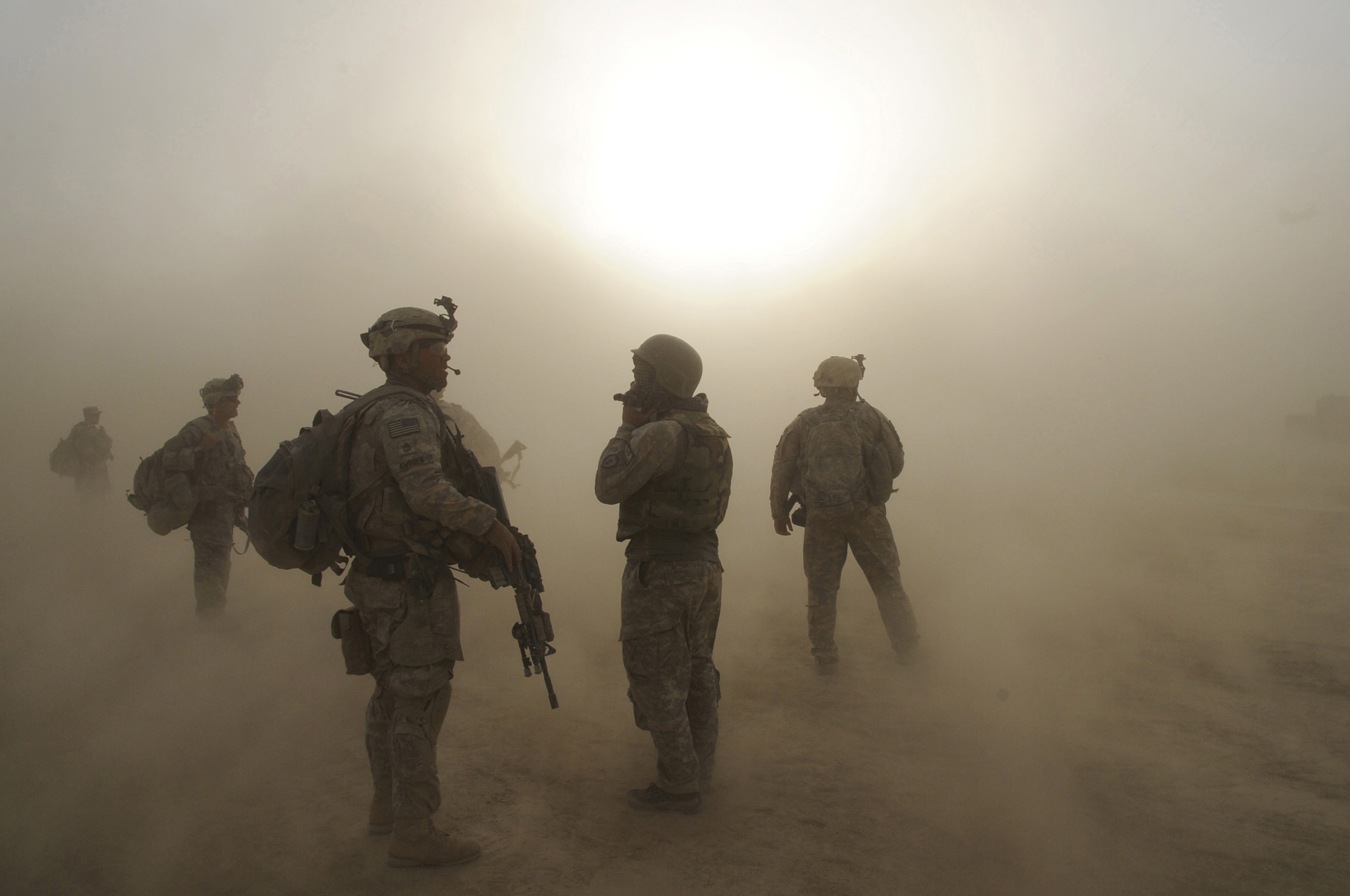
Pozemní síly
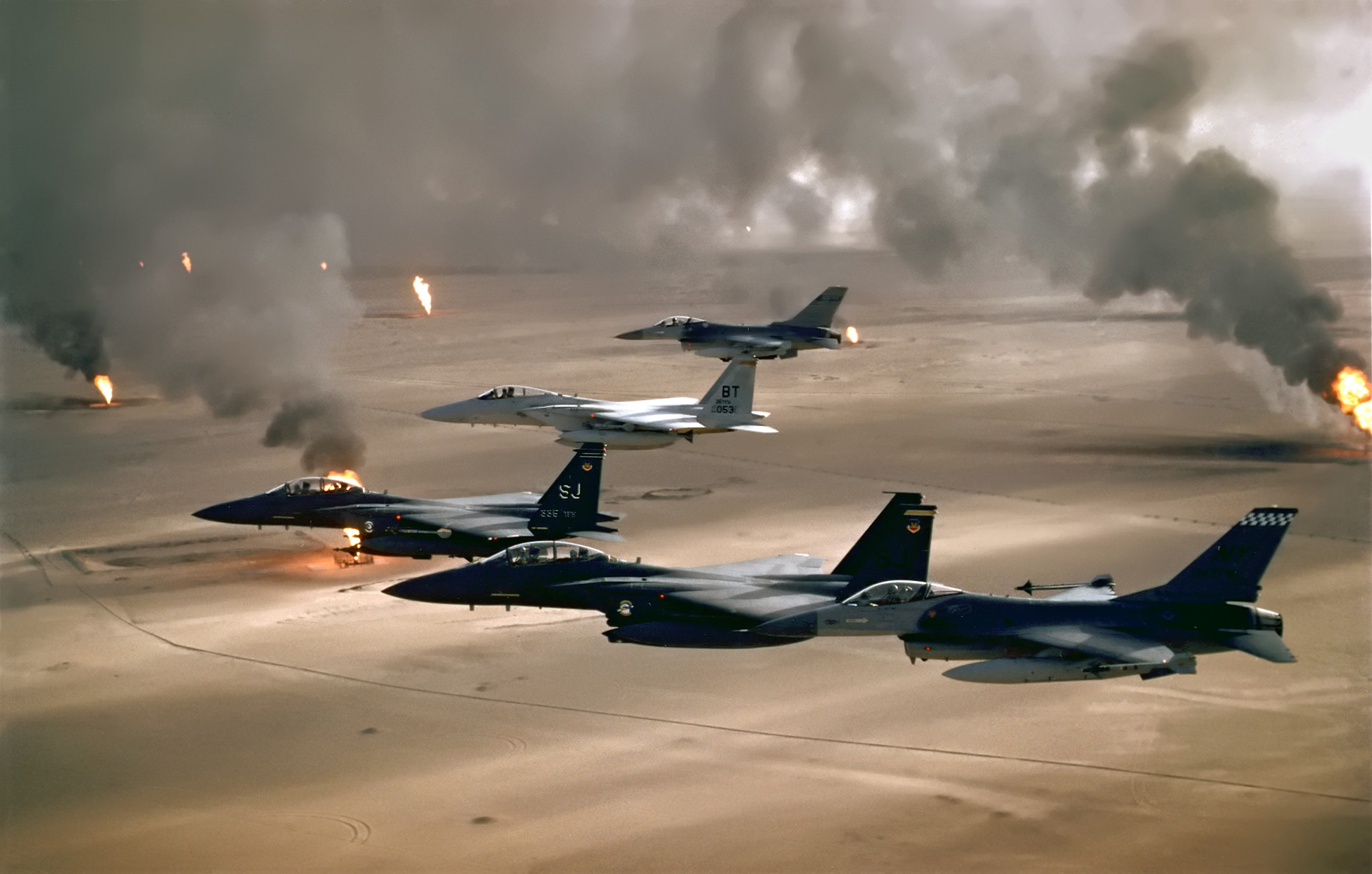
Letectvo
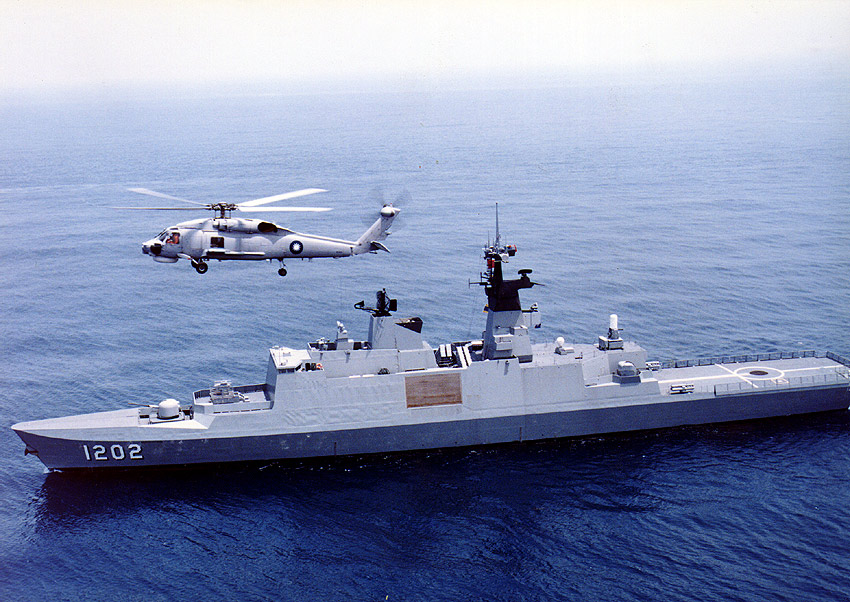
Námořnictvo

## Druhy vojsk a služeb
Vojenské jednotky či útvary lze obecně zařadit mezi prvky bojové, bojové podpory, bojového zabezpečení nebo ostatního zabezpečení. V české vojenské terminologii jsou první dva prvky označovány jako vojska či zbraně, zbylé jako služby. Pozemní síly mohou být tvořeny různými druhy vojsk, například tankovým, mechanizovaným, protiletadlovým či ženijním vojskem. Podobně lze vzdušné síly členit na různé druhy letectva (stíhací, dopravní, strategické, apod.) a protivzdušnou obranu.